# Fatines
Fatines – miejscowość i gmina we Francji, w regionie Kraj Loary, w departamencie Sarthe.
Według danych na rok 1990 gminę zamieszkiwały 522 osoby, a gęstość zaludnienia wynosiła 96 osób/km² (wśród 1504 gmin Kraju Loary, Fatines plasuje się na 830. miejscu pod względem liczby ludności, natomiast pod względem powierzchni na miejscu 1169.).